# Monteignet-sur-l'Andelot
 Monteignet-sur-l'Andelot  là một xã ở tỉnh Allier thuộc miền trung nước Pháp.